# Олександра Ляшенко

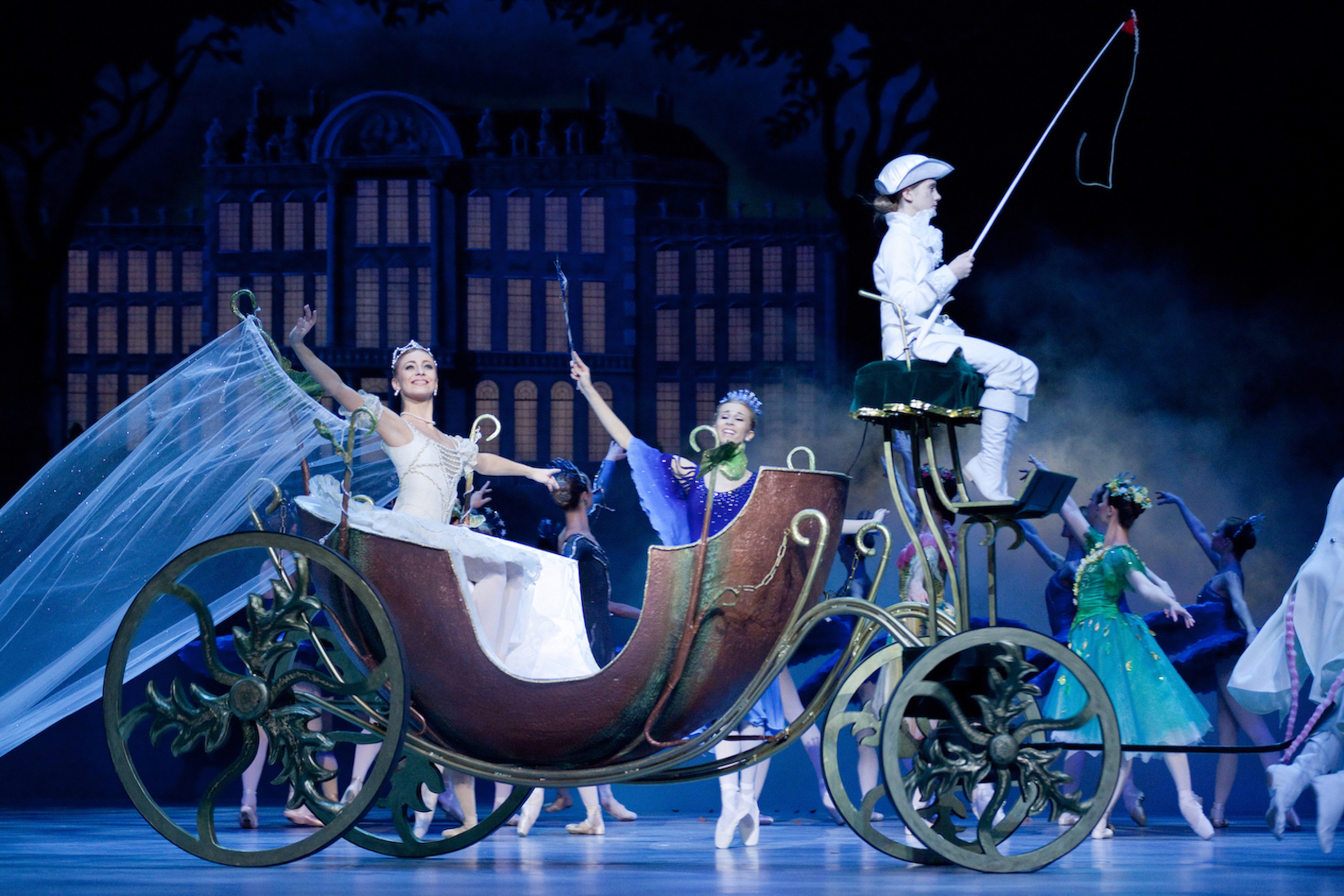

Олекса́ндра Ляше́нко (нар. 4 серпня 1987, Харків) — артистка балету. У 2010—2015 роках перша солістка Національного балету Польщі. З 2017 року виступає з «Ballet am Rhein» у Дюссельдорфі.

## Біографія
Закінчила Харківську хореографічну школу та Державний інститут культури в Харкові (диплом з відзнакою).
Заангажована у Харківському національному академічному театрі опери та балету імені Миколи Лисенка (2002—2007), Балтійській державній опері у Гданську (2007), Познанському оперному театрі як солістка (2008—2009) та Польському національному балеті у Варшаві (з 2009 як солістка, з 2010 по 2015 перша солістка). У 2017 році Олександра розпочала виступати у «Ballet am Rhein» у Дюссельдорфі.

## Нагороди
- 2002: I премія та Спеціальна премія «За творчість та індивідуальність» на Міжнародному конкурсі артистів балету «Fouette Arteku» в Криму.
- 2004: І премія Міжнародного конкурсу артистів балету «Кришталева родзинка» в Харкові.
- 2007: 2-га премія на Міжнародному конкурсі балету в Києві.
- 2009: 1-ша премія у старшій категорії 16-го конкурсу танців у Гданську (Польща).
- 2011: Диплом з номінацією на престижну премію «Бенус де ла Данс» за виконання ролі Попелюшки в балеті «Попелюшка» в хореографії Фредеріка Ештона. Гала-концерт відбувся в Москві (Росія).
- 2014: Срібна медаль «За заслуги перед культурою Gloria Artis» у Варшаві (Польща).
- 2015: Театральна музична премія імені Яна Кепура за найкращу танцівницю Польщі.
- 2019: Медаль Президента Народної академії наук у Москві (Росія) «За заслуги в культурі та мистецтві».

## Найважливіші ролі
Підготовлено за матеріалами джерела

### Великий театр— Національна опера/ Національний балет Польщі
- Ізольда в Трістані (Кшиштоф Пастор)
- Джульєтта в Ромео і Джульєтті (Еміль Весоловський)
- Берлінський реквієм, Wie lange noch? та інші частини у Курта Вайля (Кшиштоф Пастор)
- Принцеса Аврора і Принцеса Флоріна у Сплячій красуні (традиц. / Юрій Григорович)
- Попелюшка та Фея Осені у Попелюшці (Фредерік Ештон)
- Нікія, Тіньові солісти та Pas d'action у Баядерці (традиц. / Наталія Макарова)
- Лялька і китайський танець у «Лускунчику» (Анджей Глегольський)
- Друг принца (Pas de trois) і Неаполітанський танець у Лебединому озері (традиц. / Ірек Мухамієдов)
- Соланж у «Шопен, художник-романтик» (творчість Патріса Барта)
- Гавот у світлі й тіні (Кшиштоф Пастор)
- Кітті в «Анні Кареніній» (Олексій Ратманський)
- Наша пара в І дощ пройде… (автор Кшиштоф Пастор)
- Солістка у Класичний великий крок Grand pas classique (Віктор Гсовський)
- Солістка у «Свято весни» (Емануель Гат)
- Вона в Персоні (автор Роберт Бондар)
- Клара та вальс квітів, солістка у «Лускунчику» (Тор ван Шайк та Вейн Іґлінг)
- Сучасний Серафим у «Шести крилах ангелів» (автор Яцек Пржибилович)
- Дует 2 на Роли століття (Ешлі Пейдж)
- Хелена у Сні літньої ночі (Джон Ноймаєр)
- Офелія в Гамлеті (автор Яцек Тиський)
- Дует у Поцілунках (Еміль Весоловський)
- Дует 1 в Артифакт Люкс (Вільям Форсайт)
- Джульєтта в Ромео і Джульєтті (Кшиштоф Пастор)
- Дует 3 в in Адажіо і Скерцо (автор Кшиштоф Пастор)
- Кітрі-Дульсінея та Амур у Дон Кіхоті (традиц. / Олексій Фадєєчев)
- Дует 4, Тріо та квартет у Ніколибільше…? (автор Роберт Бондар)
- Молода дівчина у Зеленому столі (Курт Йосс)
- Дует у Дно (автор Анна Хоп)
- Пані Бінетті у «Казанові у Варшаві» (автор Кшиштоф Пастор)

Інші сольні партії в балетах:
- У пошуках кольорів (автор Яцек Тиський)
- Поцілунки (автор Еміль Весоловський)

### Балет Великого театру в Познані
- Джульєтта в Ромео і Джульєтті (Еміль Весоловський)
- Сванільда в Коппелії (Славомір Возняк)
- Добра фея та лялька у фільмі «Лускунчик» (Славомір Возняк)
- Чотири лебеді в Лебединому озері (Єва Виціховська та традиційна / Ліліана Ковальська)
- Красавиця в Пан Твардовський (Генрик Конвінський)

Інші сольні партії в балетах:
- Кшешани (Еміль Весоловський)
- Модератор Кароля Шимановського (Беата Вжосек)